# Mateiu Caragiale
Mateiu Ion Caragiale (n. 25 martie 1885, București – d. 17 ianuarie 1936, București) a fost un autor, istoric al heraldicii, poet și scriitor român. A fost primul fiu al dramaturgului român, Ion Luca Caragiale.

## Biografie
Mateiu Ion Caragiale s-a născut în data de 25 martie 1885, la București, fiul lui Ion Luca Caragiale și al Mariei Constantinescu. În anul 1889 tatăl său se căsătorește cu Alexandrina Burelly și își aduce fiul în noua familie. În adolescență, Mateiu își descoperă pasiunea pentru heraldică și pentru genealogie. Își căuta strămoșii pe care îi credea aristocrați.
În 1904 începe la Berlin studii de drept pe care le abandonează. În anul 1921, îi apare povestirea Remember, în revista Viața Românească. Din 1916 începe să lucreze la Craii de Curtea-Veche pe care o finalizează în 1928. Cartea apare la editura Cartea Românească în 1929. În același an, la 1 mai primește premiul Societății Scriitorilor Români (SSR).
În Agendă notează faptul că în februarie 1929 începe să lucreze la romanul Sub pecetea tainei, iar în octombrie la Soborul (Școala)  țațelor.
Placheta de versuri Pajere a apărut postum, chiar în anul morții poetului. Aproape toate poeziile apăruseră în timpul vieții scriitorului ca mare parte a romanului Sub pecetea tainei. Textele sale heraldice, documentate și dezvoltate și însemnările istorice erau destinate uzului personal și n-au fost puse în valoare de scriitor.
„Reacționar, conservator, antiegalitarist, spirit nu prea religios, veșnic cârtitor, în fine, o conștiință de boier de țară, se comporta ca un lord britanic cu ascendente nobiliare atestate de nouă secole, care, firește, nu înregistrează niciun prieten, are numai inamici si supuși”.
A locuit împreună cu soția sa mai în vârstă cu 25 de ani, Marica Sion, pe strada Robert de Flers, actualmente Logofăt Luca Stroici, în casa de la nr. 9a. Odată cu căsnicia, a intrat și în posesia unei moșii la Sion (Fundulea), cu un conac la care avea satisfacția de a-și înălța în 1928 propriul steag cu blazon având culorile de bază („coup vert sur jaune”)  din blazonul nobiliar al Karabetzilor, strămoșii săi aleși.

## Activitate literară
Fără a avea complexitatea inextricabilă a operei Craii de Curtea-Veche, povestirea Remember, adevărată artă poetică, reprezintă punctul cel mai de sus al esteticii mateine. Plasată într-un cadru cosmopolit (Berlinul de la începutul secolului trecut), acțiunea este învăluită într-o atmosferă occidentală, cu aluzii livrești și mondene, legate de cele mai subtile aspecte ale decadentismului european. Dacă pentru omul normal masca este un mijloc de adaptare, pentru decadent - inadaptabil prin definiție - masca reprezintă un semn al excepției, o mărturisire plastică a ființei posedate de frumos.
„Remember” este o narațiune cu aspect de pastișă foarte personală. Are un stil greu, boulangu, din fr. „boulanger”. Tablou tipic al unui Berlin - Sodomă, cu canale suspecte, fântâni, păduri seculare, miros de trandafiri, locande neerlandeze unde se beau rachiuri cu mirodenii de Jawa și Antile, este de fapt portretul în tonuri fantastice al unui tânăr aristocrat englez, Sir Aubrey de Vere, efeminat, care umblă noaptea prin Tiergarten, îmbrăcat ca femeie, sau foarte fardat și într-un extravagant frac albastru, în amândouă ipostazele recognoscibil prin șapte inele cu șapte safire de Ceylon. Numele eroului poartă gândul întâi la Lenore de Edgar Allan Poe, apoi mai exact la Sir Aubrey de Vere (1788-1841), dramaturg romantic.
Romanul Craii de Curtea-Veche a avut de la început admiratori fanatici, unul din marile culte literare constante din literatura română modernă, ceea ce la un examen superficial nu s-ar explica. Titlul vine de la o anecdotă publicată de I. L. Caragiale, unde se explică originea expresiei „crai”.

## Caracterizări
- Krikor H. Zambaccian

„Mai apărea uneori (la Capșa), fără a lua loc la masă, ci aruncând doar o privire distantă, și Matei I. Caragiale, îmbrăcat în haine bine croite, însă lustruite și cam roase de timp și care purta o pălărie tare denumită "melon", soioasă de prea multă purtare. Nu-i lipseau nici mănușile galbene, nici bastonul.”

## Omagieri

### Numismatică
- Banca Națională a României a pus în circulație, în atenția colecționarilor, o monedă de argint, cu titlul de 999‰, cu ocazia „împlinirii a 130 de ani de la nașterea lui Mateiu I. Caragiale”, începând cu 2 noiembrie 2015. Moneda este rotundă, are diametrul de 37 mm, greutatea de 31,103 g  și cantul zimțat. A fost emisă într-un tiraj de 250 de exemplare, toate de calitate proof.[11]
- Banca Națională a României a pus în circulație, în atenția numismaților, începând din 30 decembrie 2019, o monedă din aur cu ocazia împlinirii a 90 de ani de la publicarea romanului interbelic Craii de Curtea-Veche, de Mateiu Caragiale. Moneda este rotundă, diametrul de 21 mm, are valoarea nominală de 100 de lei, are titlul de 900‰, greutatea de 6,452 g, este de calitate proof, iar cantul este zimțat. Tirajul emisiunii este de 250 monede din aur.[12]